# Kazimierz Marcinkiewicz

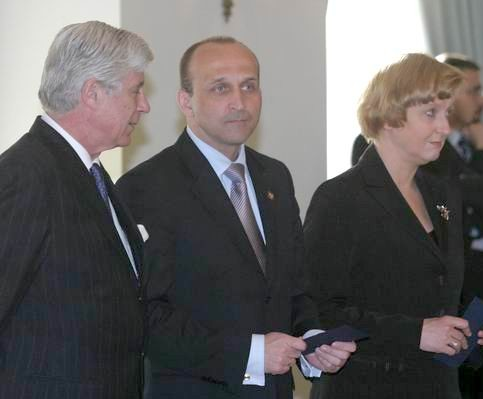
Kazimierz Marcinkiewicz (uprostřed)

Kazimierz Marcinkiewicz [kažiměš marčjinkjevič] (* 20. prosince 1959 Gorzów Wielkopolski) je polský politik, člen PiS, od 31. října 2005 do 10. července 2006 byl polským premiérem.

## Vzdělání
Vzděláním je fyzik, v roce 1984 absolvoval Matematicko-fyzikálně-chemickou fakultu Vratislavské univerzity, v roce 1992 ukončil další studia v oboru administrace na Fakultě práva a administrace Univerzity Adama Mickiewicze v Poznani.
Doktorandské studium zahájil na Fakultě ekonomických věd a řízení Štětínské univerzity pod vedením prof. Teresy Lubińské, která se později stala prvním ministryní financí jeho vlády.

## Politická činnost
Od roku 1997 je poslancem Sejmu. V letech 1999–2000 vedoucí Politického kabinetu premiéra Jerzyho Buzka, podal demisi s tím, že nemá možnosti realizovat vlastní politické myšlenky.
V 80. letech působil v opozici, byl členem Solidarity, aktivně se účastnil politického života konzervativních kruhů v gorzowské oblasti.
V roce 1989 spoluzakládal Zjednoczenie Chrześcijańsko-Narodowe. Od roku 1994 vedl oblastní vedení ZChN v Gorzowě. V letech 1994-1998 zasedal v hlavním vedení. Prosazuje křesťanské hodnoty v politickém i společenském životě. Jako náměstek ministra školství odmítal zavádění sexuální výchovy do školních osnov.
V Sejmu byl členem parlamentního klubu Akcja Wyborcza Solidarność. V roce 2001 spolu s dalšími členy ZChN spoluzakládal Przymierze Prawicy. Od okamžiku spojení Przymierza Prawicy s PiS (2002) je členem PiS. Od dubna do září 2001 předsedal parlamentnímu klubu PiS v Sejmu. V roce 2004 vedl Komisi národního majetku Sejmu.

## Premiérem
Do podzimu 2005 nebyl veřejně příliš známý, jeho nominace na premiéra byla překvapující. Na podzim 2005 probíhaly v Polsku parlamentní i prezidentské volby. Parlamentní vyhrála strana PiS, ale její předseda Jarosław Kaczyński se nechtěl stát premiérem, aby tím před druhým kolem prezidentských voleb neohrozil šance svého bratra na zisk prezidentského úřadu. Proto Jarosław Kaczyński určil, že vládu bude sestavovat právě Kazimierz Marcinkiewicz. Jarosław Kaczyński při tom deklaroval, že to není premiér jen do konce druhého kola prezidentských voleb, ale na celé čtyři roky.
V pátek 7. července večer krátce před odletem na oficiální dvoudenní návštěvu do Chorvatska zrušil oficiální návštěvu a přišel na zasedání Politického výboru PiS, který si na tento termín naplánoval schůzku, a oznámil, že má v úmyslu podat demisi. Politický výbor PiS ihned jednomyslně doporučil na premiéra Jarosława Kaczyńského. Podle politických komentátorů už delší dobu Jarosławu Kaczyńskému vadila vysoká popularita Marcinkiewicze (Marcinkiewicz velmi dobře zvládal PR), červnové jmenování nového ministra financí bez konzultace s Kaczyńským a neočekávaná a nekonzultovaná schůzka s předsedou PO Donaldem Tuskem, která se po parlamentních volbách na podzim 2005 stala pro PiS úhlavním nepřítelem a kterou v každém politickém vystoupení kritizují až očerňují. Oficiálně strana PiS oznámila, že Marcinkiewicz má být kandidátem na úřad primátora Varšavy v komunálních volbách na podzim 2006, ale komentátoři nevěří, že to byl pravý důvod jeho demise.
Dne 10. července Marcinkiewicz opravdu demisi podal, ale tisk si všiml, že zatímco jindy premiér podává demisi veřejně v reprezentačních místnostech, tentokrát došlo k podání demise za uzavřenými dveřmi.